# Anette Börjesson
Anette Börjesson (11 de noviembre de 1954) es una deportista sueca que compitió en bádminton, en las modalidades individual y dobles mixto.
Ganó cuatro medallas en el Campeonato Europeo de Bádminton entre los años 1978 y 1982.

## Palmarés internacional
| Campeonato Europeo | Campeonato Europeo      | Campeonato Europeo | Campeonato Europeo |
| Año                | Lugar                   | Medalla            | Prueba             |
| ------------------ | ----------------------- | ------------------ | ------------------ |
| 1978               | Preston (Reino Unido)   | Medalla de bronce  | Individual         |
| 1980               | Groninga (Países Bajos) | Medalla de plata   | Individual         |
| 1980               | Groninga (Países Bajos) | Medalla de plata   | Dobles mixto       |
| 1982               | Böblingen (RFA)         | Medalla de bronce  | Dobles mixto       |